# Emilio Cuccu
Emilio Cuccu (Terralba, 4 ottobre 1919 – 11 settembre 1994) è stato un politico italiano.